# Susanne Eilersen
Susanne Eilersen (24 de agosto de 1964) é uma política dinamarquesa. Foi membro do Folketing entre 2015 e 2019.

## Carreira política
Eilersen foi eleita nas eleições legislativas de 2015 para o Folketing e serviu por 4 anos.